# Grönländische Fußballmeisterschaft 1981
Die Grönländische Fußballmeisterschaft 1981 war die 19. Spielzeit der Grönländischen Fußballmeisterschaft.
Meister wurde zum zweiten Mal NÛK.

## Teilnehmer
Es sind lediglich die Teilnehmer der Schlussrunde bekannt. Dies waren:
- UB-68 Uummannaq
- N-48 Ilulissat
- SAK Sisimiut
- B-67 Nuuk
- NÛK
- K-33 Qaqortoq

## Modus
Der Modus der Meisterschaft entsprach dem im Vorjahr. Es qualifizierten sich sechs Mannschaften für die in Sisimiut ausgetragene Schlussrunde, die in zwei Dreiergruppen eingeteilt wurden. Anschließend wurde im K.-o.-System der Meister ausgespielt.

## Ergebnisse

### Vorrunde
Gruppe 1
| Datum           |               | Ergebnis |               | Ort      |
| --------------- | ------------- | -------- | ------------- | -------- |
| 15. August 1981 | NÛK           | ?:?      | K-33 Qaqortoq | Sisimiut |
| 16. August 1981 | NÛK           | ?:?      | SAK Sisimiut  | Sisimiut |
| 17. August 1981 | K-33 Qaqortoq | ?:?      | SAK Sisimiut  | Sisimiut |

Die Spielergebnisse der Gruppenphase sind unbekannt. K-33 Qaqortoq belegte am Ende der Gruppenphase den letzten Platz.
Gruppe 2
| Datum           |                 | Ergebnis |                | Ort      |
| --------------- | --------------- | -------- | -------------- | -------- |
| 15. August 1981 | UB-68 Uummannaq | ?:?      | N-48 Ilulissat | Sisimiut |
| 16. August 1981 | UB-68 Uummannaq | ?:?      | B-67 Nuuk      | Sisimiut |
| 17. August 1981 | N-48 Ilulissat  | ?:?      | B-67 Nuuk      | Sisimiut |

UB-68 Uummannaq qualifizierte sich als Gruppenletzter für das Spiel um Platz 5.

### Platzierungsspiele
Halbfinale
| Datum           |                | Ergebnis |              | Ort      |
| --------------- | -------------- | -------- | ------------ | -------- |
| 18. August 1981 | N-48 Ilulissat | 2:1      | SAK Sisimiut | Sisimiut |
| 18. August 1981 | B-67 Nuuk      | 2:3      | NÛK          | Sisimiut |

Spiel um Platz 5
| Datum           |                 | Ergebnis |               | Ort      |
| --------------- | --------------- | -------- | ------------- | -------- |
| 19. August 1981 | UB-68 Uummannaq | ?:?      | K-33 Qaqortoq | Sisimiut |

Spiel um Platz 3
| Datum           |              | Ergebnis |           | Ort      |
| --------------- | ------------ | -------- | --------- | -------- |
| 20. August 1981 | SAK Sisimiut | ?:?      | B-67 Nuuk | Sisimiut |

Finale
| Datum           |     | Ergebnis |                | Ort      |
| --------------- | --- | -------- | -------------- | -------- |
| 20. August 1981 | NÛK | 4:1      | N-48 Ilulissat | Sisimiut |